# Ultratop
Ultratop est une association qui gère et publie les hit-parades officiels en Belgique. La plupart de ces hit-parades en portent le nom. 

## Historique

### Belgique et Luxembourg
Ultratop est créée en 1954 pour la Région flamande. 
Elle est diffusée à la télévision au Luxembourg à partir de janvier 1982 sur RTL Télévision et RTL TV jusqu'en décembre 1992.
Elle est diffusée en Belgique sur RTL-TVI, à partir de septembre 1987.
Elle est diffusée sur Club RTL, à partir de février 1995.
Elle est diffusée sur Plug TV à partir de février 2004.

### En France
Elle est l'émission musicale à la télévision française sur La Cinq de 1987 à 1989.
Elle est diffusée sur M6 de 1989 à septembre 1994 intitulée Multitop.

## Classements

### Singles

#### Ultratop 50 Singles
Les deux principaux classements de l'association sont l'Ultratop 50 Singles flamand et l'Ultratop 50 wallon. 

#### Autres classements
Les autres classements (diffusés en Flandre et en Wallonie dans deux classements séparés) sont :
- Ultratop 50 Dance
- Ultratop 50 R&B/Hip-Hop (de 2012 à 2020 : Ultratop 50 Urban)
- Ultratop 50 Airplay
- Ultratop 50 Back Catalogue

#### Ultratip
En plus du classement principal Ultratop 50, un autre classement hebdomadaire de singles était publié sous le nom d'Ultratip. Aussi appelé Ultratip Bubbling Under, il s'agit d'un classement de nouveautés qui n'ont pas encore atteint l'Ultratop.
- Ultratip 100 (Flandre)
- Ultratip 50 (Wallonie)

### Albums
Les deux principaux classements pour les albums sont l'Ultratop 200 Albums wallon et son équivalent Ultratop 200 Albums flamand.